# 圖像式思考輔助工具
圖像式思考輔助工具是一種將知識、概念或構思表利用視覺方式表達出來的方法，主要用於（brainstorming）過程中，將各人的思想記錄下來，以便將來向其他人重新覆述各人的思考過程，让形象思维跟逻辑思维结合起来。這種方法有以下的特色：
- 使學習者不會覺得沉悶
- 幫助回憶
- 提供動機
- 引起興趣
- 釐清資料
- 幫助組織概念
- 加強理解

下列為不同形式的圖像式思考輔助工具：
- 關係式輔助工具
  - 故事板
  - 魚骨圖
  - 因果圖
  - 導引圖
  - 記憶樹
- 分類式輔助工具
  - KWL tables
- 序列式輔助工具
  - Chain
  - Ladder
  - Cycle
- 對比式輔助工具
  - 韋氏圖
- 概念式輔助工具
  - story web
  - word web
  - circle chart

## 參看
- 知識管理